# Paduniella dendrobia
Paduniella dendrobia là một loài Trichoptera trong họ Psychomyiidae. Chúng phân bố ở miền Ấn Độ - Mã Lai.